# Estación de Blas Infante

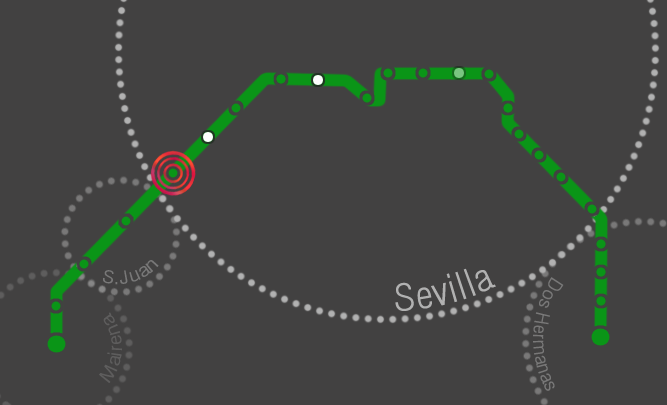
Localización

Blas Infante es la primera (o última) estación de la Línea 1 del metro dentro del término municipal de Sevilla, está situada en la Avenida de Blas Infante, padre de la patria andaluza, pasando el Parque de los Príncipes.
La estación de Blas Infante del Metro de Sevilla esta semisoterrada y tiene dos accesos a cada extremo de la vía. Consta de vestíbulo en superficie y andén subterráneo con iluminación natural.
Dispone de ascensores para personas con movilidad reducida, andenes laterales, escaleras mecánicas, venta de billetes automática y sistema de evacuación de emergencia.
La estación de Blas Infante, tiene una tipología y distribución espacial similar a la de Cocheras.

## Accesos
- Blas Infante Avda. de Blas Infante, s/n (esquina Glorieta de Carlos Cano).
- Av. de Blas Infante s/n.

## Líneas y correspondencias

### Servicios de metro
| << cabecera | < estación    | línea | estación >              | cabecera >>       |
| ----------- | ------------- | ----- | ----------------------- | ----------------- |
| Ciudad Expo | San Juan Bajo |       | Parque de los Príncipes | Olivar de Quintos |

### Otras conexiones
| N.º de parada | LÍNEA | Trayecto                           | Zona         |
| ------------- | ----- | ---------------------------------- | ------------ |
| 892           | 41    | Puerta de Jerez > Tablada          | Radial oeste |
| 892           | A2    | Prado San Sebastián > Polígono Sur | Nocturna     |
| 625           | 41    | Tablada > Puerta de Jerez          | Radial oeste |
| 625           | A2    | San Jerónimo > Prado San Sebastián | Nocturna     |

| LÍNEA | Trayecto                                       | Zona |
| ----- | ---------------------------------------------- | ---- |
| M-140 | Puebla del Río                                 | C    |
| M-150 | Mairena del Aljarafe                           | B    |
| M-151 | Mairena del Aljarafe (Urb. Puebla del Marqués) | B    |
| M-152 | Palomares del Río                              | C    |
| M-153 | Almensilla                                     | C    |
| M-162 | Bormujos                                       | C    |

- Carril bici y aparcamiento para bicicletas.

## Otros datos de interés
- Proximidad a los aparcamientos del recinto ferial (Feria de Abril).
- Proximidad a Jefatura Provincial de Policía Nacional.